# Carlo Speroni
Pour les articles homonymes, voir Speroni.
Carlo Speroni, né le 13 juillet 1895 à Busto Arsizio et mort le 12 octobre 1969 à Busto Arsizio, est un coureur de fond italien spécialiste du marathon.

## Carrière
Il participe à trois Jeux Olympiques d'été :
- 1912 (marathon) ;
- 1920 (5 000 et 10 000 mètres) ;
- 1924 (10 000 mètres).

Il remporte Nice-Monaco en 1913.
I a été douze fois champion national :
- 5000 m (1920, 1921) ;
- 10 000 m (1914, 1920, 1921, 1924, 1925) ;
- semi-marathon (1912, 1913, 1914) ;
- cross country (1913, 1915).

## Hommages

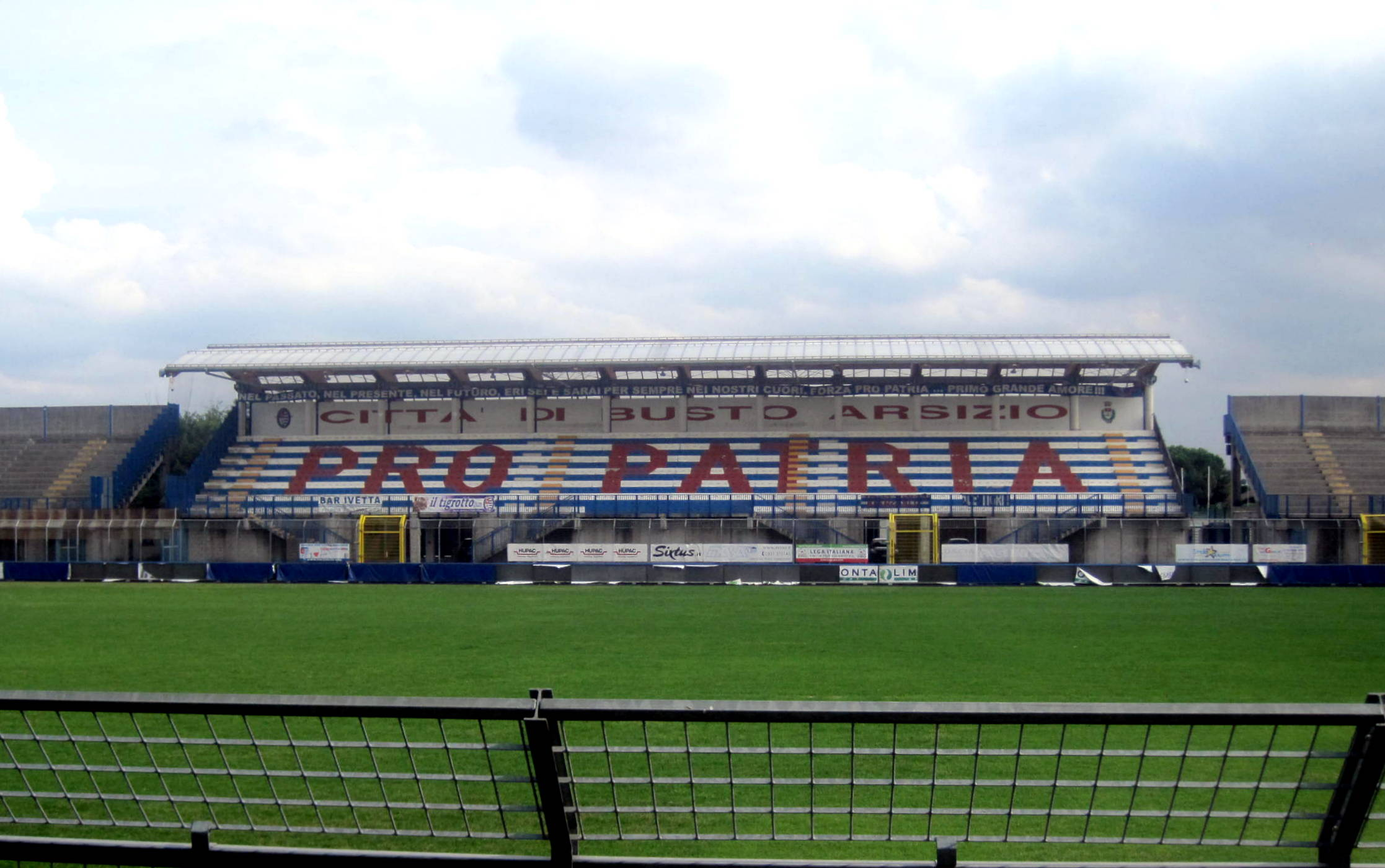
Vue du Stade Speroni.

- Un stade porte son nom à Busto Arsizio : le stade Carlo-Speroni.